# Fulham Broadway
Fulham Broadway è una stazione della linea District della metropolitana di Londra.

## Storia
La stazione venne aperta, con il nome di Walham Green, il 1º marzo 1880 quando la District Railway (DR, ora linea District) estese il suo percorso a sud da West Brompton a Putney Bridge.
L'edificio originario della stazione venne ampliato nel 1905 con un nuovo ingresso progettato da Harry W Ford per accogliere le folle dello stadio Stamford Bridge di nuova costruzione.
Il nome attuale le venne dato il 1º marzo 1952 su richiesta della Camera di commercio di Fulham.

## Interscambi
Nelle vicinanze della stazione effettuano fermata numerose linee urbane automobilistiche, gestite da London Buses.
- Fermata autobus

## Galleria d'immagini

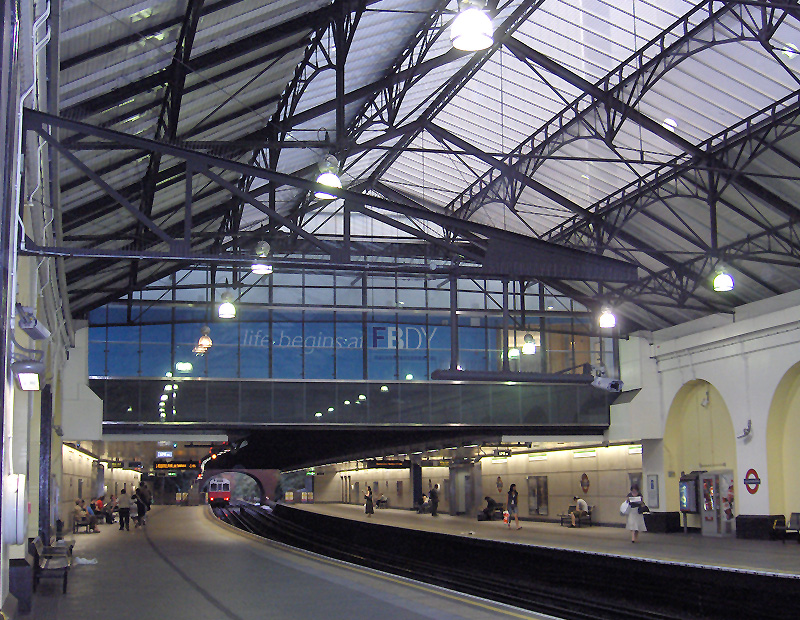
Piattaforma verso nord (settembre 2006)
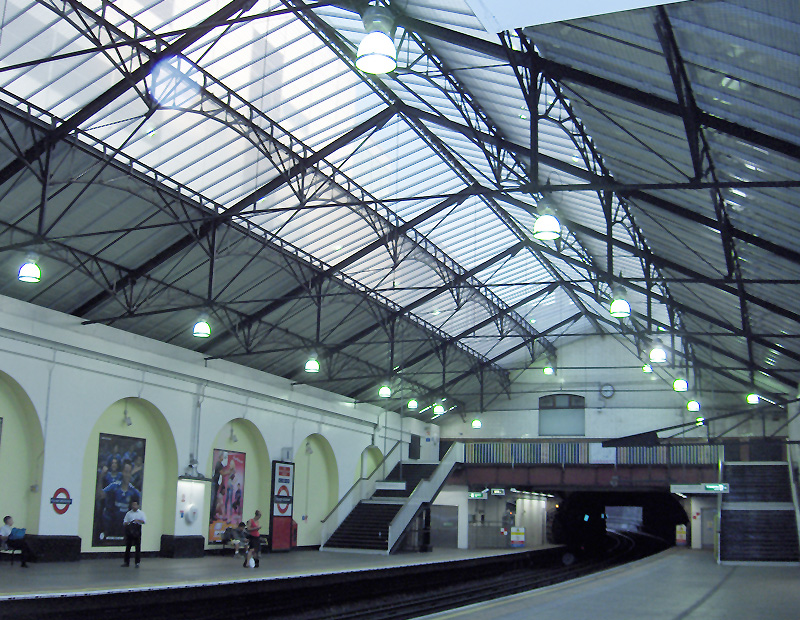
Piattaforma verso sud (settembre 2006)